# Phaeodactylella lignicola
Phaeodactylella lignicola är en svampart som beskrevs av Udaiyan 1992. Phaeodactylella lignicola ingår i släktet Phaeodactylella, divisionen sporsäcksvampar och riket svampar.   Inga underarter finns listade i Catalogue of Life.